# Noémi Szécsi
Noémi Szécsi (ur. 29 marca 1976 w Szentes) – węgierska pisarka.

## Życiorys
Szécsi w 1994 roku zdała maturę, po której studiowała filologię łacińską i anglistykę na Uniwersytecie Loránda Eötvösa w Budapeszcie oraz na uczelni w Helsinkach. Pracowała jako tłumacz z fińskiego i angielskiego. Debiutowała w 2002 powieścią Finnugor vámpír, zgrabnie łączącą wątki z klasycznego horroru z pastiszowym obrazem współczesnych Węgier. Ukazała się ona w Polsce pod tytułem Ugrofińska wampirzyca.

## Twórczość
- Ugrofińska wampirzyca (Finnugor vámpír 2002)
- A kismama naplója (2003)[5]
- A baba memoárja (2004)[6]
- Kommunista Monte-Cristo (2006)[7]
- Utolsó kentaur (2009)[8]